# La Vérité de madame Langlois

La Vérité de madame Langlois est un téléfilm français écrit et réalisé par Claude Santelli en 1975 et diffusé sur TF1 le 16 février 1977.

## Synopsis
Thérèse Langlois est une veuve habitant à la campagne dans une petite maison, à priori sans histoires, elle avait été accusée d'avoir empoisonné, avec de la chélidoine, son deuxième mari, Anselme, par le biais des secrets phytothérapeutiques enseignés par son premier mari, Pascal Aubanel, pharmacien de son état. Elle avait bénéficié d'un non-lieu mais, les experts ayant trouvé de l'arsenic lors de l'autopsie, l'enquête reprend son cours. Elle retrouve le même juge qui s'était occupé de l'affaire la première fois. Pour Thérèse Langlois, il s'agit du seul homme qui l'ait jamais écoutée. Ce qui importe dans la trame de l'histoire, ce n'est pas de savoir si oui ou non Thérèse est coupable, ce qui importe, c'est la complexité du personnage. Elle aimerait dévoiler au juge le plus profond de son être mais c'est avec maladresse et parfois confusion qu'elle plonge dans son récit.

## Fiche technique
- Scénariste et réalisateur : Claude Santelli assisté de Jacques Ansan
- Directeur de la photo : Georges Leclerc
- Chargée de production : Suzanne Roche assistée de Marie-A. Chauffier
- Scripte : Lucette Andreï
- Décors : Claude Lenoir
- Montage : Jacqueline Aubery et Agathe Nivoix
- Caméras :  Claude Mathé et Pierre Bonnot
- Sons : Claude Bittan et Thierry Sabatier
- Bruitage : Louis Devaivre
- Mixage : Daniel Léonard
- Etalonneur : Claude Darmon
- Chef Electricien : Jean-Claude Hamelin
- Chef machiniste : Claude Pospiech
- Accessoiriste : Guy Declippel assisté de Absatar Drissi
- Maquillage : Catherine Contet
- Habillage : Chantal Poillot
- Coiffure : Sophie Sauvanet
- Costumes de Daniel Droeghmans
- Date de diffusion : 16 février 1977 sur TF1
- Lieu de tournage : Musée départemental de Beauvais et Belle-Eglise (Oise)

## Distribution
- Suzanne Flon : Thérèse
- Pierre Mondy : Le juge Emile Folquemont
- Denise Gence : Angèle
- Emmanuel Pierson : l'avocat
- Florence Haguenauer : Nathalie
- Christian Bouillette : premier gendarme
- Jean-Pierre Bagot : M. Alexandre
- Jacques Pieller : deuxième gendarme
- Paul Rieger : le greffier
- Raymond Jourdan : le commissaire
- Sébastien Floche : le curé
- Pierre Ségéral : le fossoyeur Marcel Gonet : M. Gonet
- Jean-Pierre Pauty : un inspecteur
- Richard Morrow : un enfant Laurence Corneille : une enfant

Avec la participation des habitants de Bornel et le concours des cadets d'Andeville sous la direction de "Milot" Petit.

## Commentaires sur le téléfilm
"Ce n'est pas un film policier, mais une réflexion sur le mystère humain, l'approche psychologique des rapports insolites d'un juge et d'une présumée coupable. Entre le magistrat doté d'un pouvoir théorique énorme, représentant d'une machine implacable, et une accusée candide et ingénue, le mécanisme de la Justice se détraque. Quels sont les vrais mobiles d'un accusé ? L'appareil judiciaire peut-il vraiment percer le secret d'un être humain, des rapports insolites et complices vont se nouer entre l'accusée et un magistrat sensible qui a « une vie stricte et de gros dossiers » … Cette rencontre entre deux personnages que tout sépare stimule l'intérêt de Santelli et conduit à un travail subtil d'écriture, servi par la sensibilité du directeur de la photo, Georges Leclerc."

## Réception du téléfilm
"Le magicien Santelli revient avec une histoire effarante La vérité de Madame Langlois. On voit qu'il ne s'agit pas d'un sujet frivole et le téléspectateur qui s'attendait à suivre, haletant, quelque suspense policier aura mesuré son erreur. À mi-chemin entre le réalisme et la féerie, mariant l'humour noir et l'humour rose, Santelli trousse allégrement le fait divers et nous le sert, nappé d'un concerto de Mozart, dans un décor d'Ile-de-France."